# 5508 Gomyou
5508 Gomyou è un asteroide della fascia principale. Scoperto nel 1988, presenta un'orbita caratterizzata da un semiasse maggiore pari a 2,8504636 UA e da un'eccentricità di 0,2222844, inclinata di 6,75848° rispetto all'eclittica.
L'asteroide è dedicato all'omonima località, nei pressi della città giapponese di Kakegawa, da cui sono state scoperte la cometa C/1994 N1 e la nova V475 Scuti.